# Heaven's Open
Heaven's Open är ett musikalbum av den brittiske kompositören Mike Oldfield. Albumet släpptes 1991. Det var hans fjortonde album och det sista att utges av Virgin Records. Oldfield var vid den här tiden mycket nöjd med att lämna Virgin bakom sig, och i slutet på sista spåret, Music from the Balcony, kan man svagt höra Oldfield skrattande och säga "fuck off". Ytterligare en förmodad gest av fientlighet gentemot Virgin kan ses på skivans omslag, där han valt att istället för det mer gångbara 'Mike' skrivit ut sitt fulla förnamn, 'Michael'. 

## Låtlista
1. "Make Make" – 4:18
2. "No Dream" – 6:02
3. "Mr. Shame" – 4:22
4. "Gimme Back" – 4:12
5. "Heaven's Open" – 4:31
6. "Music from the Balcony" – 19:44

## Medverkande
- Mike Oldfield – sång, gitarrer, keyboard
- Simon Phillips – trummor
- Dave Levy – bas
- Mickey Simmonds – Hammondorgel, piano
- Andy Longhurst – keyboard
- Courtney Pine – saxofon, basklarinett
- The "Sassy Choir": Vicki St. James, Sylvia Mason-James, Dolly James, Debi Doss, Shirlie Roden, Valeria Etienne
- Ytterligare sång: Anita Hegerland, Nikki "B" Bentley, Tom Newman